# Тертл-Ривер (город, Миннесота)
Тертл-Ривер (англ. Turtle River) — город в округе Белтрами, штат Миннесота, США. На площади 2,9 км² (2,9 км² — суша, водоёмов нет), согласно переписи 2002 года, проживают 75 человек. Плотность населения составляет 25,9 чел./км².
- Телефонный код города — 218
- Почтовый индекс — 56601
- FIPS-код города — 27-65794[1]
- GNIS-идентификатор — 0658777[2]